# Takeda Nobuzane
Takeda Nobuzane (河窪信実; - 1575) was een Japanse samoerai uit de late Sengoku-periode en een jongere halfbroer van Takeda Shingen.
Nobuzane kwam om tijdens een aanval door Sakai Tadatsugu en Kanamori Nagachika tijdens de Slag bij Nagashino.